# Pleione (planta)
Pleione es un género que tiene asignada 20 especies de orquídeas epifitas. Son endémicas de Himalaya.

## Descripción
Es una planta muy rara epífita que tiene un nodo ovoide o pseudobulbo ovoide que lleva hojas apicales, estrechas, elípticas o lineares, pecioladas o sub-sésiles que florece en una o varias inflorescencias en forma de racimos con flores de pequeño o mediano tamaño con sépalos y pétalos libres, con labio entero o trilobulado. La columna está curvada y tiene un corto pie con cuatro polinias.

## Etimología
El nombre del género se refiere a que los sépalos y los pétalos tienen forma similar.

## Especies
| - Pleione albiflora (China - W. Yunnan to N. Myanmar) - Pleione aurita (China - W. Yunnan) - Pleione braemii (China - Yunnan) - Pleione bulbocodioides (C. China to SE. Tibet) - Pleione chunii (S. China) - Pleione coronaria (C. Nepal) - Pleione formosana : Taiwan Pleione (SE. China, N. & C. Taiwán) - Pleione forrestii (China - NW. Yunnan)- to N. Myanmar) - Pleione grandiflora (China (- S. Yunnan to NW. Vietnam) - Pleione hookeriana (Nepal to China - SE. Yunnan to N. Guangdong- to Indo-China) - Pleione humilis (C. Himalaya to Myanmar) - (especie tipo) - Pleione limprichtii : Hardy Chinese Orchid (China - C. Sichuan) - Pleione maculata (C. Himalaya to China - W. Yunnan) - Pleione microphylla (China - Guangdong) - Pleione pleionoides (C. China) - Pleione praecox (WC. Himalaya to China - S. Yunnan) - (especie tipo) - Pleione saxicola (E. Bhutan to China - NW. Yunnan). - Pleione scopulorum (India - NE. Arunachal Pradesh to China - NW. Yunnan) - Pleione vietnamensis (SC. Vietnam) - Pleione yunnanensis (SC. China to N. Myanmar) |